# Lago de Guiers
El lago de Guiers (en francés: Lac de Guiers) es un lago africano localizado en el norte de Senegal, al sur de la ciudad de Richard Toll y en las regiones de Louga y Saint-Louis. Se trata de una fuente principal de agua potable para la ciudad de Dakar que se ubica a cientos de kilómetros al suroeste, siendo conducida el agua gracias a conducciones subterráneas.
Se trata de un lago de unos 35 kilómetros de largo y 8 kilómetros de ancho, y que alimentado por el río Ferlo o Bounoum, un afluente del río Senegal, que fluye hacia el norte en su extremo sur, desde Fouta, en la temporada de lluvias.